# Heinrich Werner (Sprachwissenschaftler)
Heinrich Werner (* 2. Dezember 1936 in Krasnyj Jar, Wolgadeutsche Republik, russisch Генрих Каспарович Вернер, wissenschaftliche Transliteration Genrih Kasparovič Verner) ist ein russischer Sprachwissenschaftler wolgadeutscher Herkunft. 

## Leben
Heinrich Werner verbrachte seine Kindheit infolge der Zwangsumsiedelung der Wolgadeutschen 1941 ab dem sechsten Lebensjahr im Dorf Grosskossul in der Region Krasnojarsk. Nach Abitur und Wehrdienst studierte er ab 1958 am Pädagogischen Institut in Tomsk und promovierte ebendort 1966 in Germanistik und allgemeiner Sprachwissenschaft. Er leitete anschließend den Lehrstuhl für Deutsch in Omsk und ab 1969 in Taganrog. 1975 folgte die Habilitation mit einer Schrift über das Akzentsystem des Ketischen an der Akademie der Wissenschaften in Leningrad. 1991 emigrierte er nach Deutschland, 1992 wurde er als ausländisches Mitglied in die Russische Akademie der Wissenschaften aufgenommen und wissenschaftlicher Mitarbeiter an der Universität Bonn. Von 2005 bis 2010 wirkte er am Max-Planck-Institut für evolutionäre Anthropologie in Leipzig.
Werner beschäftigt sich vor allem mit den jenisseischen Sprachen und deutscher Dialektologie. Er verfasste zahlreiche Monografien über die Geschichte, Kultur und Sprache der jenisseischen Völker, deren Abstammung von den Dingling er für möglich hält.

## Werke (Auswahl)
- Das Klassensystem in den Jenissej-Sprachen. Harrassowitz, Wiesbaden 1994, ISBN 3-447-03598-6.
- Zur Typologie der Jenissej-Sprachen. Harrassowitz, Wiesbaden 1995, ISBN 3-447-03741-5.
- Vergleichende Akzentologie der Jenissej-Sprachen. Harrassowitz, Wiesbaden 1996, ISBN 3-447-03845-4.
- Die ketische Sprache. Harrassowitz, Wiesbaden 1997, ISBN 3-447-03908-6.
- Das Jugische (Sym-Ketische). Harrassowitz, Wiesbaden 1997, ISBN 3-447-03999-X.
- Abriß der kottischen Grammatik. Harrassowitz, Wiesbaden 1997, ISBN 3-447-03971-X.
- M.A.Castrén und die Jenissejistik. Die Jenissej-Sprachen des 19. Jahrhunderts. Harrassowitz, Wiesbaden 2003, ISBN 3-447-04725-9.
- Die Diathese in den Jenissej-Sprachen aus typologischer Sicht. Harrassowitz, Wiesbaden 2004, ISBN 3-447-05122-1.
- Zur jenissejisch-indianischen Urverwandtschaft. Harrassowitz, Wiesbaden 2004, ISBN 978-3-447-04896-5.
- Die Jenissej-Sprachen des 18. Jahrhunderts. Harrassowitz, Wiesbaden 2005, ISBN 978-3-447-05239-9.
- Die Welt der Jenissejer im Lichte des Wortschatzes. Zur Rekonstruktion der jenissejischen Protokultur. Harrassowitz, Wiesbaden 2006, ISBN 978-3-447-05431-7.
- Die Glaubensvorstellungen der Jenissejer aus der Sicht des Tengrismus. Harrassowitz, Wiesbaden 2007, ISBN 978-3-447-05611-3.
- Wolgadeutsche Mundarten: Die Mundart von Krasnojar (Zeitschrift für Dialektologie und Linguistik – Beihefte, Band 190). Franz Steiner, Stuttgart 2022, ISBN 978-3-515-13302-9.